# Nekrolog Mai 2006
Nekrolog
◄◄
| ◄
| 2002
| 2003
| 2004
| 2005
| 2006 | 2007 | 2008 | 2009 | 2010 | ► | ►►
Januar |
Februar |
März |
April |
Mai |
Juni |
Juli |
August |
September |
Oktober |
November |
Dezember 2006
Weitere Ereignisse | Allgemeiner Nekrolog 2006
Die Beschreibung der verstorbenen Person sollte so kurz wie möglich gehalten sein und nur deren signifikante Tätigkeit(en) enthalten.
Neue Namen ggf. auch unter dem Geburts- und Sterbedatum, also etwa unter 1. Januar und im Geburts- und Sterbejahr (2024) eintragen (nur bei entsprechender großer Wichtigkeit). Für Beispiele siehe die schon vorhandenen Artikel.
Außerdem über die fünf zuletzt Verstorbenen, zu denen es einen ausreichend guten Artikel für eine Präsentation auf der Hauptseite gibt, nach der todesbedingten Überarbeitung der Artikel ggf. auch unter Wikipedia Diskussion:Hauptseite informieren und sie am besten auch in den anderen Wikipedia-Sprachversionen eintragen. Tipp: Regelmäßig bei news.google.de nach „ist tot“, „gestorben“ oder „verstorben“ suchen.
Wenn eine Person gestorben ist, gibt es viele Seiten zu dieser Person in der Wikipedia, die davon auch betroffen sind und entsprechend aktualisiert werden müssen. Beispiele: Namenübersichtsseite, Geburtsjahr, Geburtsort-Seiten und viele mehr.
Wie finde ich die betroffenen Seiten?
Im Suchfeld auf der linken Seite gibt man den Suchbegriff so ein: „Vorname Nachname“. Dann klickt man auf Volltext und alle Seiten mit entsprechendem Suchtext werden aufgerufen. Hier sieht man dann schnell, wo auch das Todesjahr Sinn macht oder sogar ein Teil des Artikels angepasst werden muss. Auch hilft das „Werkzeug“ auf der linken Seite sehr gut, um solche Seiten aufzufinden: „Links auf diese Seite“. Somit ist die Wikipedia wieder aktuell in allen Bereichen! Hinweis: bei Eintragung der Kategorie „Gestorben JAHR“ wird der Missbrauchsfilter 49 ausgelöst, was jedoch nicht schlimm ist. Siehe: Spezial:Missbrauchsfilter/49
Dies ist eine Liste von im Mai 2006 verstorbenen bekannten Persönlichkeiten. Die Einträge erfolgen innerhalb der einzelnen Daten alphabetisch sortiert. Tiere sind im Nekrolog für Tiere zu finden.

## Mai
| Tag     | Name                                      | Beruf, bekannt als                                                                                         | Alter | Beleg |
| ------- | ----------------------------------------- | --- | ----- | ----- |
| 1. Mai  | Jay Presson Allen                         | US-amerikanische Drehbuchautorin, Bühnenautorin und Filmproduzentin                                        | 84    |       |
| 1. Mai  | Big Hawk                                  | US-amerikanischer Rapper                                                                                   | 36    |       |
| 1. Mai  | John Brack                                | Schweizer Country- und Gospel-Sänger                                                                       | 56    |       |
| 1. Mai  | Wolfgang Engelhardt                       | deutscher Biologe und Naturschützer                                                                        | 83    |       |
| 1. Mai  | George F. Haines                          | US-amerikanischer Schwimmtrainer                                                                           | 82    |       |
| 1. Mai  | Franz Jantsch                             | österreichischer katholischer Priester, Theologe und Autor                                                 | 96    |       |
| 1. Mai  | Betsy Jones-Moreland                      | US-amerikanische Schauspielerin                                                                            | 76    |       |
| 1. Mai  | Kirill Jakowlewitsch Kondratjew           | russischer Klimaforscher                                                                                   | 85    |       |
| 1. Mai  | Rob Lacey                                 | US-amerikanischer Schriftsteller                                                                           | 43    |       |
| 1. Mai  | Rauno Lehtinen                            | finnischer Komponist                                                                                       | 74    |       |
| 1. Mai  | Kurt Mauel                                | deutscher Ingenieur und Technikhistoriker                                                                  | 79    |       |
| 1. Mai  | Ion Gavrilă Ogoranu                       | rumänischer Freischärler                                                                                   | 83    |       |
| 1. Mai  | Johnny Paris                              | US-amerikanischer Musiker                                                                                  | 65    |       |
| 1. Mai  | Raúl Francisco Primatesta                 | argentinischer Geistlicher, Erzbischof von Córdoba und Kardinal der römisch-katholischen Kirche            | 87    |       |
| 2. Mai  | Lisa A. Barnett                           | US-amerikanische Schriftstellerin                                                                          |       |       |
| 2. Mai  | Luigi Griffanti                           | italienischer Fußballtorhüter                                                                              | 89    |       |
| 2. Mai  | Hugo Kirnbauer                            | österreichischer Radiopionier                                                                              | 87    |       |
| 2. Mai  | Gabino Rey                                | spanischer Maler                                                                                           | 78    |       |
| 2. Mai  | Louis Rukeyser                            | US-amerikanischer Schriftsteller                                                                           | 73    |       |
| 2. Mai  | Andreas Stökl                             | evangelischer Theologe und Bischof der Evangelisch-Lutherischen Kirche in Georgien                         | 66    |       |
| 2. Mai  | Peter Swoboda                             | österreichischer Ökonom, Professor für Betriebswirtschaftslehre                                            | 69    |       |
| 2. Mai  | Eddie Tickner                             | US-amerikanischer Musikproduzent, Verleger und Manager                                                     | 78    |       |
| 3. Mai  | Karel Appel                               | niederländischer Maler und Mitgründer der Malergruppe „CoBrA“                                              | 85    |       |
| 3. Mai  | Fernando O. Assunção                      | uruguayischer Schriftsteller, Lehrer, Historiker und Anthropologe                                          | 75    |       |
| 3. Mai  | George S. Blanchard                       | US-amerikanischer General der US-Army                                                                      | 86    |       |
| 3. Mai  | Betty Chandler                            | kanadisch-chinesische Lektorin                                                                             | 90    |       |
| 3. Mai  | Hildegard Damerius                        | deutsche Juristin und Politikerin (SED), Abgeordnete der Volkskammer der DDR                               | 96    |       |
| 3. Mai  | Siegfried Fink                            | deutscher Schlagzeuger und Komponist                                                                       | 78    |       |
| 3. Mai  | Paul-Heinz Guntermann                     | deutscher katholischer Geistlicher                                                                         | 75    |       |
| 3. Mai  | Lars-Erik Jonsson                         | schwedischer Operntenor                                                                                    | 46    |       |
| 3. Mai  | Boris Georgijewitsch Kusnezow             | sowjetischer Boxer                                                                                         | 59    |       |
| 3. Mai  | Oleg Borissowitsch Lupanow                | sowjetisch-russischer Mathematiker und Kybernetiker                                                        | 73    |       |
| 3. Mai  | Pramod Mahajan                            | indischer Politiker (Bharatiya Janata Party)                                                               | 56    |       |
| 3. Mai  | Otfried Reinhardt                         | deutscher Politiker (SPD)                                                                                  | 78    |       |
| 3. Mai  | Franklin Schultheiß                       | deutscher Sozialwirt und Behördenleiter                                                                    | 77    |       |
| 3. Mai  | Wolfgang Schwenke                         | deutscher Forstwissenschaftler und Zoologe                                                                 | 85    |       |
| 3. Mai  | Gerd Stepantschitz                        | österreichischer Politiker (ÖVP)                                                                           | 89    |       |
| 4. Mai  | Walter Conrad                             | deutscher Schriftsteller und Erzähler                                                                      | 84    |       |
| 4. Mai  | Hossein Kasbian                           | iranischer Schauspieler                                                                                    | 73    |       |
| 4. Mai  | Simone Oppliger                           | Schweizer Fotografin                                                                                       | 58    |       |
| 4. Mai  | Fritz Schenk                              | deutscher Publizist, Journalist und Rundfunkmoderator                                                      | 76    |       |
| 4. Mai  | Heinrich Schmidt-Matthiesen               | deutscher Gynäkologe und Geburtshelfer                                                                     | 83    |       |
| 4. Mai  | Alma Würth                                | deutsche Unternehmerin und Mutter des Unternehmers Reinhold Würth                                          | 92    |       |
| 4. Mai  | Rie Yoshiyuki                             | japanische Schriftstellerin                                                                                | 66    |       |
| 5. Mai  | Larry Attebery                            | US-amerikanischer Journalist                                                                               | 73    |       |
| 5. Mai  | Barbara Beyenka                           | US-amerikanische Theologin, Übersetzerin und Schriftstellerin                                              | 95    |       |
| 5. Mai  | Alejandra Boero                           | argentinische Schauspielerin und Regisseurin                                                               | 88    |       |
| 5. Mai  | Andrea Frazzi                             | italienischer Regisseur                                                                                    |       |       |
| 5. Mai  | Štěpán Lucký                              | tschechoslowakischer Komponist und Musikwissenschaftler                                                    | 87    |       |
| 5. Mai  | Naushad Ali                               | indischer Filmmusikkomponist                                                                               | 86    |       |
| 5. Mai  | Damu Smith                                | US-amerikanischer Friedensaktivist                                                                         | 54    |       |
| 5. Mai  | Franz-Josef Steffens                      | deutscher Schauspieler, Hörspiel- und Synchronsprecher                                                     | 82    |       |
| 5. Mai  | Gianpaolo Tarabini                        | italienischer Unternehmer                                                                                  | 67    |       |
| 5. Mai  | Atıf Yılmaz                               | türkischer Filmregisseur und Drehbuchautor                                                                 | 80    |       |
| 6. Mai  | Lillian Asplund                           | US-amerikanische Überlebende des Untergangs der Titanic                                                    | 99    |       |
| 6. Mai  | Konstantin Iwanowitsch Beskow             | sowjetischer und russischer FußballtTrainer                                                                | 85    |       |
| 6. Mai  | Remigius Chmurzynski                      | deutscher katholischer Theologe                                                                            | 88    |       |
| 6. Mai  | Lorne Saxberg                             | kanadischer Journalist                                                                                     | 48    |       |
| 6. Mai  | Kayano Shigeru                            | japanischer Forscher der Ainu-Kultur                                                                       |       |       |
| 6. Mai  | Grant McLennan                            | australischer Gitarrist, Bassist, Sänger und Songwriter                                                    | 48    |       |
| 6. Mai  | Fried Mühlberg                            | deutscher Kunsthistoriker und Denkmalpfleger, Stadtkonservator in Köln                                     | 90    |       |
| 6. Mai  | Erdal Öz                                  | türkischer Schriftsteller und Verleger                                                                     | 71    |       |
| 6. Mai  | Herbert Raditschnig                       | österreichischer Kameramann und Dokumentarfilmer                                                           | 71    |       |
| 6. Mai  | Hans Wyprächtiger                         | Schweizer Schauspieler                                                                                     | 76    |       |
| 7. Mai  | Gabriel Amărăzeanu                        | rumänischer Fußballspieler                                                                                 | 35    |       |
| 7. Mai  | Steve Bender                              | deutscher Sänger, Komponist, Texter und Produzent                                                          | 59    |       |
| 7. Mai  | Hans-Jürgen Bock                          | deutscher Jazzpianist                                                                                      | 67    |       |
| 7. Mai  | Richard Carleton                          | australischer Journalist                                                                                   | 62    |       |
| 7. Mai  | Werner Ljunggren                          | schwedischer Leichtathlet                                                                                  | 84    |       |
| 7. Mai  | Machiko Soga                              | japanische Schauspielerin                                                                                  | 63    |       |
| 7. Mai  | Karl Schmied                              | buddhistischer Meditationslehrer                                                                           | 73    |       |
| 7. Mai  | Stella Sigcau                             | südafrikanische Politikerin in Transkei und Südafrika                                                      | 69    |       |
| 7. Mai  | Jocelyn Simon, Baron Simon of Glaisdale   | britischer Politiker und Jurist                                                                            | 95    |       |
| 8. Mai  | Alfred Bruggmann                          | Schweizer Kabarettist                                                                                      | 83    |       |
| 08. Mai | Josef Jaitner                             | deutscher Offizier                                                                                         | 92    |       |
| 8. Mai  | John Kimbrough                            | US-amerikanischer Footballspieler und Schauspieler                                                         | 87    |       |
| 8. Mai  | Alwyn Lloyd                               | walisischer Snookerspieler                                                                                 | 69    |       |
| 8. Mai  | Iain MacMillan                            | schottischer Fotograf                                                                                      | 67    |       |
| 8. Mai  | Pule Patrick Ntsoelengoe                  | südafrikanischer Fußballspieler                                                                            | 50    |       |
| 8. Mai  | Herman Salling                            | dänischer Kaufmann und Unternehmer                                                                         | 86    |       |
| 8. Mai  | Wolfgang Weise                            | deutscher Gynäkologe, Geburtshelfer und Humangenetiker                                                     | 68    |       |
| 9. Mai  | Karl Bette                                | deutscher Filmkomponist und Komponist von Unterhaltungsmusik                                               | 89    |       |
| 9. Mai  | Jerzy Ficowski                            | polnischer Schriftsteller, Übersetzer und Ethnologe                                                        | 81    |       |
| 9. Mai  | Pietro Garinei                            | italienischer Theaterautor                                                                                 | 87    |       |
| 9. Mai  | Ruth Gay                                  | US-amerikanische Journalistin und Autorin                                                                  | 83    |       |
| 9. Mai  | Harri Hyttinen                            | finnischer Schauspieler und Musiker                                                                        | 54    |       |
| 9. Mai  | Günther Kratsch                           | deutscher Leiter der Hauptabteilung II des Ministeriums für Staatssicherheit der DDR                       | 75    |       |
| 9. Mai  | Gheorghe Sencovici                        | rumänischer Sportschütze                                                                                   | 60    |       |
| 9. Mai  | Punya Thitimajshima                       | thailändischer Informatiker                                                                                | 50    |       |
| 9. Mai  | Civilo Polidoro van Vlierberghe           | chilenischer Altbischof-Prälat von Illapel                                                                 | 97    |       |
| 9. Mai  | Tony Ward                                 | australischer Schauspieler                                                                                 | 82    |       |
| 9. Mai  | Phyllis Lycett Wright                     | US-amerikanische Schauspielerin                                                                            | 75    |       |
| 9. Mai  | Dawit Zimakuridse                         | sowjetischer Ringer                                                                                        | 81    |       |
| 10. Mai | Michael Claußen                           | deutscher Chemieingenieur und Hochschullehrer                                                              | 46    |       |
| 10. Mai | Dieter Gast                               | deutscher Politiker (CDU)                                                                                  | 61    |       |
| 10. Mai | Val Guest                                 | britischer Regisseur und Drehbuchautor                                                                     | 94    |       |
| 10. Mai | John Hicks                                | US-amerikanischer Jazz-Pianist                                                                             | 64    |       |
| 10. Mai | Ernst Klingmüller                         | deutscher Orientalist und Jurist                                                                           | 91    |       |
| 10. Mai | Rolandas Pavilionis                       | litauischer Politiker, MdEP                                                                                | 61    |       |
| 10. Mai | Klaus Poeck                               | deutscher Neurologe                                                                                        | 80    |       |
| 10. Mai | Abraham Michael Rosenthal                 | US-amerikanischer Journalist und Herausgeber                                                               | 84    |       |
| 10. Mai | Alexander Alexandrowitsch Sinowjew        | russischer Philosoph und Schriftsteller                                                                    | 83    |       |
| 10. Mai | Soraya                                    | kolumbianisch-US-amerikanische Songwriterin, Sängerin und Musikerin                                        | 37    |       |
| 10. Mai | Nisse Strinning                           | schwedischer Architekt und Designer                                                                        | 88    |       |
| 11. Mai | Yossi Banai                               | israelischer Schauspieler und Sänger                                                                       | 74    |       |
| 11. Mai | Konrad Kittner verh. Konrad Carls         | Gründungsmitglied der Punk-Band Abstürzende Brieftauben                                                    | 44    |       |
| 11. Mai | Klaus Haniel                              | deutscher Unternehmer                                                                                      | 90    |       |
| 11. Mai | Konrad Kittner                            | deutscher Musiker und Verleger                                                                             | 44    |       |
| 11. Mai | Heinrich Kollmeyer                        | deutscher Politiker (CDU)                                                                                  | 82    |       |
| 11. Mai | Byron Morrow                              | US-amerikanischer Schauspieler                                                                             | 94    |       |
| 11. Mai | Christiane Muller                         | französische Schauspielerin                                                                                | 74    |       |
| 11. Mai | Michael O’Leary                           | irischer Politiker, Minister, Jurist, Sportler                                                             | 70    |       |
| 11. Mai | Rolf Opitz                                | deutscher Politiker (SED)                                                                                  | 76    |       |
| 11. Mai | Floyd Patterson                           | US-amerikanischer Boxer                                                                                    | 71    |       |
| 11. Mai | Gerhard Polland                           | deutscher Fußballspieler                                                                                   | 86    |       |
| 11. Mai | Lothar Schellhorn                         | deutscher Schauspieler, Hörspiel- und Synchronsprecher                                                     | 77    |       |
| 11. Mai | Michael Taliferro                         | US-amerikanischer Schauspieler                                                                             | 45    |       |
| 11. Mai | Helmut Thielke                            | deutscher Politiker                                                                                        | 79    |       |
| 11. Mai | Frankie Thomas jr.                        | US-amerikanischer Schauspieler                                                                             | 85    |       |
| 11. Mai | Eberhard Wachsmuth                        | deutscher Zeichner und Grafiker                                                                            | 86    |       |
| 12. Mai | Alexander Böhm                            | deutscher Rechtswissenschaftler                                                                            | 76    |       |
| 12. Mai | Richard Brickner                          | US-amerikanischer Schriftsteller                                                                           | 72    |       |
| 12. Mai | Mony Dalmès                               | französische Schauspielerin                                                                                | 91    |       |
| 12. Mai | Miguel Fisac                              | spanischer Architekt                                                                                       | 92    |       |
| 12. Mai | Hans-Joachim Funfack                      | deutscher Urologe und Chirurg                                                                              | 84    |       |
| 12. Mai | Gottfried Hamacher                        | deutscher Widerstandskämpfer gegen den Nationalsozialismus im Nationalkomitee Freies Deutschland           | 89    |       |
| 12. Mai | Yoshiyuki Kamei                           | japanischer Politiker                                                                                      | 70    |       |
| 12. Mai | Karl Kumpmann                             | deutscher Leichtathlet                                                                                     | 92    |       |
| 12. Mai | Husain Maziq                              | libysch Politiker, Premierminister von Libyen (1965–1967)                                                  |       |       |
| 12. Mai | Sonny Montgomery                          | US-amerikanischer Politiker                                                                                | 85    |       |
| 12. Mai | Metodi Stratiew                           | bulgarischer apostolischer Altvikar von Sofia                                                              | 90    |       |
| 12. Mai | Gustav Trampe                             | deutscher Fernsehjournalist                                                                                | 74    |       |
| 13. Mai | Helga Anschütz                            | deutsche Orientalistin und Geografin                                                                       | 78    |       |
| 13. Mai | Luis Brugger                              | italienischer Extrembergsteiger                                                                            | 47    |       |
| 13. Mai | Manfred Heindler                          | österreichischer Nuklearenergie-Experte                                                                    | 62    |       |
| 13. Mai | Erwin Horn                                | deutscher Politiker (SPD), MdB                                                                             | 77    |       |
| 13. Mai | Robert Keith-Reid                         | fidschianischer Journalist                                                                                 | 63    |       |
| 13. Mai | Jaroslav Pelikan                          | US-amerikanischer Historiker, Spezialist für Theologiegeschichte und Geistesgeschichte des Mittelalters    | 82    |       |
| 13. Mai | Eugenio Santoro                           | Schweizer Bildhauer                                                                                        | 85    |       |
| 13. Mai | Östen Sjöstrand                           | schwedischer Schriftsteller                                                                                | 80    |       |
| 13. Mai | Peter Viereck                             | US-amerikanischer Hochschullehrer, Schriftsteller und Pulitzerpreisträger                                  | 89    |       |
| 13. Mai | Johnnie Wilder                            | US-amerikanischer Sänger                                                                                   | 55    |       |
| 14. Mai | Lew Anderson                              | US-amerikanischer Clown und Musiker                                                                        | 84    |       |
| 14. Mai | Erich Burghardt                           | österreichischer Gynäkologe                                                                                | 84    |       |
| 14. Mai | Juri Nikolajewitsch Denisjuk              | russischer Physiker, Erfinder der Weißlichtholografie                                                      | 78    |       |
| 14. Mai | Hirakawa Toshio                           | japanischer Nihonga-Maler                                                                                  | 81    |       |
| 14. Mai | Stanley Kunitz                            | US-amerikanischer Lyriker                                                                                  | 100   |       |
| 14. Mai | Paul Marco                                | US-amerikanischer Schauspieler                                                                             | 80    |       |
| 14. Mai | Robert Bruce Merrifield                   | US-amerikanischer Chemiker und Nobelpreisträger für Chemie                                                 | 84    |       |
| 14. Mai | Günther Nenning                           | österreichischer Journalist, Autor und politischer Aktivist                                                | 84    |       |
| 14. Mai | Louise Nixon Sutton                       | US-amerikanische Mathematikerin und Hochschullehrerin                                                      | 80    |       |
| 14. Mai | Eva Norvind                               | norwegische Schauspielerin                                                                                 | 62    |       |
| 14. Mai | Mary Ritts                                | US-amerikanische Puppenspielerin                                                                           | 95    |       |
| 15. Mai | Joyce Ballantyne                          | US-amerikanische Künstlerin                                                                                | 88    |       |
| 15. Mai | Charlotte Böhringer                       | deutsches Mordopfer                                                                                        |       |       |
| 15. Mai | Eberhard Esche                            | deutscher Schauspieler                                                                                     | 72    |       |
| 15. Mai | Chic Hecht                                | US-amerikanischer Politiker                                                                                | 77    |       |
| 15. Mai | Cheikha Rimitti                           | algerische Raï-Sängerin                                                                                    | 83    |       |
| 16. Mai | Karin von Arronet                         | deutschbaltische Kunstmalerin, Grafikerin und Kunsterzieherin                                              | 88    |       |
| 16. Mai | Clare Boylan                              | irische Schriftstellerin                                                                                   | 58    |       |
| 16. Mai | Klaus Dahlen                              | deutscher Schauspieler                                                                                     | 67    |       |
| 16. Mai | Ludwig Fellner                            | deutscher Landschaftsmaler                                                                                 | 88    |       |
| 16. Mai | Gerhard Hämmerling                        | deutscher Musikmanager, Produzent und Songwriter                                                           | 79    |       |
| 16. Mai | André Labarrère                           | französischer Politiker der Parti socialiste                                                               | 78    |       |
| 16. Mai | Lukas Felix Müller                        | deutscher Veterinärmediziner                                                                               | 87    |       |
| 16. Mai | Hartmut Paeffgen                          | deutscher Journalist                                                                                       |       |       |
| 16. Mai | Christophe de Ponfilly                    | französischer Filmregisseur                                                                                | 55    |       |
| 16. Mai | Josef de Ponte                            | deutscher Maler, Glasmaler und Graphiker                                                                   | 83    |       |
| 16. Mai | Jorge Porcel                              | argentinischer Schauspieler                                                                                | 69    |       |
| 16. Mai | Dan Ross                                  | US-amerikanischer American-Football-Spieler                                                                | 49    |       |
| 16. Mai | André Sandoz                              | Schweizer Politiker (SP)                                                                                   | 95    |       |
| 16. Mai | Colin Murray Turbayne                     | australischer Philosoph                                                                                    | 90    |       |
| 17. Mai | Eva Maria Bauer                           | deutsche Schauspielerin                                                                                    | 82    |       |
| 17. Mai | Cy Feuer                                  | US-amerikanischer Musikdirektor, Komponist, Film- und Theaterproduzent                                     | 95    |       |
| 17. Mai | Raffaello Funghini                        | italienischer Titularerzbischof von Novapietra                                                             | 77    |       |
| 17. Mai | Mihály Gubis                              | ungarischer Musiker, Maler und Bildhauer                                                                   | 58    |       |
| 17. Mai | Abrarul Haq Haqqi                         | indischer De'obandi-Gelehrter                                                                              | 85    |       |
| 17. Mai | Dan Q. Kennis                             | US-amerikanischer Filmproduzent                                                                            | 86    |       |
| 17. Mai | Dschabrail Junussowitsch Kostojew         | russischer Politiker                                                                                       |       |       |
| 17. Mai | Erastus Lee                               | britisch-US-amerikanischer Ingenieurwissenschaftler                                                        | 90    |       |
| 17. Mai | Clive H. Mizumoto                         | japanischer Tontechniker                                                                                   | 53    |       |
| 17. Mai | Mieczysław Nowak                          | polnischer Gewichtheber                                                                                    | 69    |       |
| 17. Mai | Long John Wade                            | US-amerikanischer DJ                                                                                       | 66    |       |
| 18. Mai | Pablo Braga                               | argentinischer Sänger und Gitarrist                                                                        | 32    |       |
| 18. Mai | Hans Horrevoets                           | niederländischer Segler                                                                                    | 32    |       |
| 18. Mai | Walter Königsdorfer                       | deutscher Jurist und Politiker                                                                             | 98    |       |
| 18. Mai | Jürgen Koppers                            | deutscher Tonmeister                                                                                       | 64    |       |
| 18. Mai | Alexander Leibkind                        | deutscher Judoka, Footballspieler, Sportmanager und Geschäftsmann                                          | 53    |       |
| 18. Mai | Rudolf Lodes                              | deutscher Mediziner, Autor und Künstler                                                                    | 96    |       |
| 18. Mai | Vitor Negrete                             | brasilianischer Bergsteiger                                                                                | 35    |       |
| 18. Mai | Peter Schüller                            | deutscher Politiker (SPD)                                                                                  | 84    |       |
| 18. Mai | Gilbert Sorrentino                        | US-amerikanischer Schriftsteller                                                                           | 77    |       |
| 18. Mai | Takahiro Tamura                           | japanischer Schauspieler                                                                                   | 77    |       |
| 19. Mai | Jitzchak Ben Aharon                       | israelischer Politiker und Minister                                                                        | 99    |       |
| 19. Mai | Werner Gocksch                            | deutscher Maler, Illustrator und Hochschullehrer                                                           | 83    |       |
| 19. Mai | Robert Heinecken                          | US-amerikanischer Fotograf                                                                                 | 74    |       |
| 20. Mai | Alexei Michailowitsch Bontsch-Brujewitsch | russischer Physiker                                                                                        | 89    |       |
| 20. Mai | Archie Drake                              | US-amerikanischer Opernsänger                                                                              | 81    |       |
| 20. Mai | Abram S. Ginnes                           | US-amerikanischer Produzent                                                                                | 91    |       |
| 20. Mai | Zoe Rae                                   | US-amerikanischer Schauspieler                                                                             | 95    |       |
| 20. Mai | Jean-Louis de Rambures                    | französischer Journalist, Autor, Übersetzer und Kulturattaché                                              | 76    |       |
| 20. Mai | Josefina Salvador i Segarra               | spanisch-valencianische Violinistin und Musikpädagogin                                                     | 86    |       |
| 20. Mai | Oscar Serfilippi, OFM                     | italienischer Altbischof von Jesi                                                                          | 76    |       |
| 20. Mai | Cherd Songsri                             | thailändischer Regisseur                                                                                   | 75    |       |
| 21. Mai | Spencer Clark                             | US-amerikanischer Rennfahrer                                                                               | 19    |       |
| 21. Mai | Katherine Dunham                          | US-amerikanische Tänzerin, Choreographin, Anthropologin und Bürgerrechtsaktivistin                         | 96    |       |
| 21. Mai | Harold Parfitt                            | US-amerikanischer Armeeoffizier und Gouverneur der Panamakanalzone                                         | 84    |       |
| 21. Mai | Inger Louise Valle                        | norwegischer Politiker (Arbeiderpartiet), Storting-Abgeordnete und Ministerin                              | 84    |       |
| 21. Mai | Billy Walker                              | US-amerikanischer Country-Sänger                                                                           | 77    |       |
| 22. Mai | Thomas Burton Adams                       | US-amerikanischer Politiker                                                                                | 89    |       |
| 22. Mai | Orhan Aldıkaçtı                           | türkischer Staatsrechtsprofessor                                                                           |       |       |
| 22. Mai | Kathleen Arc                              | US-amerikanische Schauspielerin                                                                            |       |       |
| 22. Mai | Balduin Baas                              | deutscher Schauspieler                                                                                     | 83    |       |
| 22. Mai | Salvatore Billa                           | italienischer Stuntman und Schauspieler                                                                    | 63    |       |
| 22. Mai | Karl Friedrich Brodeßer                   | deutscher Jurist, Verwaltungsbeamter und Politiker (FDP)                                                   | 75    |       |
| 22. Mai | Heather Crowe                             | kanadische Kellnerin, engagiert im Nichtraucherschutz                                                      | 61    |       |
| 22. Mai | Hamza El Din                              | nubischer Oud- und Tarspieler                                                                              | 76    |       |
| 22. Mai | Lee Jong-wook                             | südkoreanischer Politiker                                                                                  | 61    |       |
| 22. Mai | Lilia Prado                               | mexikanische Schauspielerin                                                                                | 78    |       |
| 22. Mai | Kōichirō Tomita                           | japanischer Astronom                                                                                       | 81    |       |
| 22. Mai | Christiane Vogel                          | deutsche Schriftstellerin                                                                                  | 79    |       |
| 22. Mai | Werner Wenzel                             | deutscher Unternehmer                                                                                      | 69    |       |
| 23. Mai | Philippe Amaury                           | französischer Medienunternehmer                                                                            | 66    |       |
| 23. Mai | Clifford Antone                           | US-amerikanischer Bluesclub- und Labelbetreiber                                                            | 56    |       |
| 23. Mai | Walter Antoniolli                         | österreichischer Jurist                                                                                    | 98    |       |
| 23. Mai | Marta Arjona                              | kubanische Bildhauerin und Keramikerin                                                                     | 83    |       |
| 23. Mai | Lloyd Bentsen                             | US-amerikanischer Politiker                                                                                | 85    |       |
| 23. Mai | Frits Bernard                             | niederländischer Psychologe und Sexualwissenschaftler                                                      | 85    |       |
| 23. Mai | Ian Copeland                              | US-amerikanischer Talentsucher und Musikagent                                                              | 57    |       |
| 23. Mai | Milan Damjanović                          | jugoslawischer Fußballspieler                                                                              | 62    |       |
| 23. Mai | Carlo Dürselen                            | deutscher Bildhauer                                                                                        | 79    |       |
| 23. Mai | Jens Enevoldsen                           | dänischer Schachspieler                                                                                    | 72    |       |
| 23. Mai | Kazimierz Górski                          | polnischer Fußballspieler und Trainer                                                                      | 85    |       |
| 23. Mai | Paul Helmick                              | US-amerikanischer Produzent und Filmregisseur                                                              | 86    |       |
| 23. Mai | Werner Jacob                              | deutscher Organist, Komponist und Hochschullehrer                                                          | 68    |       |
| 23. Mai | Ken Malcolm                               | schottischer Fußballspieler                                                                                | 79    |       |
| 23. Mai | Lucina Paquet                             | US-amerikanische Schauspielerin                                                                            | 84    |       |
| 24. Mai | Kalcidon Agius                            | maltesischer Politiker, Parlamentssprecher Maltas                                                          | 88    |       |
| 24. Mai | Eric Bedser                               | englischer Cricketspieler                                                                                  | 87    |       |
| 24. Mai | Albert Adu Boahen                         | ghanaischer Historiker und liberaler Politiker                                                             | 74    |       |
| 24. Mai | Henry Bumstead                            | US-amerikanischer Szenenbildner                                                                            | 91    |       |
| 24. Mai | Robert Giaimo                             | US-amerikanischer Politiker                                                                                | 86    |       |
| 24. Mai | Fritz Klein                               | US-amerikanischer Psychiater, Therapeut und Pionier der Bi-Bewegung                                        | 73    |       |
| 24. Mai | Anderson Mazoka                           | sambischer Politiker (UPND)                                                                                | 63    |       |
| 24. Mai | Charlotte McGinnis                        | US-amerikanische Schauspielerin                                                                            | 53    |       |
| 24. Mai | Gabor Mercz                               | ungarischer Tischtennisspieler                                                                             | 32    |       |
| 24. Mai | Leo Pescarolo                             | italienischer Filmproduzent                                                                                | 70    |       |
| 24. Mai | Claude Piéplu                             | französischer Schauspieler                                                                                 | 83    |       |
| 24. Mai | Heinz Stettler                            | Schweizer Bobfahrer                                                                                        | 54    |       |
| 24. Mai | Jürg Weibel                               | Schweizer Lehrer, Journalist und Schriftsteller                                                            | 61    |       |
| 25. Mai | Gerardo de Andrade Ponte                  | brasilianischer Altbischof von Patos                                                                       | 81    |       |
| 25. Mai | Joe Brodsky                               | US-amerikanischer Footballtrainer                                                                          | 71    |       |
| 25. Mai | Desmond Dekker                            | jamaikanischer Reggae-Komponist und Ska-Sänger                                                             | 64    |       |
| 25. Mai | Ottofritz Gaillard                        | deutscher Theaterregisseur                                                                                 | 91    |       |
| 25. Mai | Lars Gyllensten                           | schwedischer Mediziner und Schriftsteller                                                                  | 84    |       |
| 25. Mai | Aída Luz                                  | argentinische Schauspielerin                                                                               | 89    |       |
| 25. Mai | Heribert Mühlen                           | katholischer Theologe                                                                                      | 79    |       |
| 25. Mai | Rómulo O’Farrill Naude                    | mexikanischer Fernsehpionier                                                                               | 88    |       |
| 25. Mai | Wilfrid Perraudin                         | französischer Maler                                                                                        | 93    |       |
| 25. Mai | Gustav Raab                               | österreichischer Bankmanager                                                                               | 67    |       |
| 25. Mai | Christian Saalberg                        | deutscher Lyriker                                                                                          | 79    |       |
| 25. Mai | Hassan Sallah                             | gambischer Politiker                                                                                       | 58    |       |
| 25. Mai | Kurt Schüder                              | deutscher Politiker (FDP)                                                                                  | 80    |       |
| 25. Mai | Hilmer Staacke                            | deutscher Gitarrist                                                                                        | 38    |       |
| 25. Mai | Dorothy Strongin                          | US-amerikanische Schauspielerin                                                                            | 86    |       |
| 25. Mai | June Whitley Taylor                       | US-amerikanische Schauspielerin                                                                            | 84    |       |
| 25. Mai | Thomas Weber                              | deutscher Bergsteiger                                                                                      | 41    |       |
| 25. Mai | Mari Yonehara                             | japanische Essayistin                                                                                      | 56    |       |
| 25. Mai | Otto M. Zykan                             | österreichischer Komponist                                                                                 | 71    |       |
| 26. Mai | Haim Barkai                               | israelischer Ökonom                                                                                        | 80    |       |
| 26. Mai | Tamsin Causer                             | britische Fallschirmspringerin                                                                             | 32    |       |
| 26. Mai | Cy Coben                                  | US-amerikanischer Songschreiber                                                                            | 87    |       |
| 26. Mai | Hansmartin Hüssner                        | deutscher Geologe und Paläontologe                                                                         |       |       |
| 26. Mai | Johann Adolf Graf von Kielmansegg         | deutscher General, Oberbefehlshaber der NATO                                                               | 99    |       |
| 26. Mai | Alan Kotok                                | US-amerikanischer Informatiker                                                                             | 64    |       |
| 26. Mai | Vincent McAllister                        | US-amerikanischer Gitarrist                                                                                | 51    |       |
| 26. Mai | Édouard Michelin                          | französischer Manager                                                                                      | 42    |       |
| 26. Mai | Bruno Pasut                               | italienischer Komponist, Pianist, Organist, Chorleiter, Dirigent und Musikpädagoge                         | 92    |       |
| 26. Mai | Ted Schroeder                             | US-amerikanischer Tennisspieler                                                                            | 84    |       |
| 27. Mai | Dieter Acker                              | deutschsprachiger Komponist                                                                                | 65    |       |
| 27. Mai | Muzaffar Adeeb                            | pakistanischer Schauspieler                                                                                | 72    |       |
| 27. Mai | Rob Borsellino                            | US-amerikanischer Journalist                                                                               | 58    |       |
| 27. Mai | David Butler                              | britischer Drehbuchautor und Theaterschauspieler                                                           | 78    |       |
| 27. Mai | Dino 7 Cordas                             | brasilianischer Gitarrist                                                                                  | 88    |       |
| 27. Mai | Paul Gleason                              | US-amerikanischer Schauspieler                                                                             | 67    |       |
| 27. Mai | Peter Hentschel                           | deutscher Jurist                                                                                           | 67    |       |
| 27. Mai | Craig Heyward                             | US-amerikanischer Footballspieler                                                                          | 39    |       |
| 27. Mai | Awni Karoumi                              | irakischer Regisseur und Theaterwissenschaftler                                                            | 60    |       |
| 27. Mai | Fernando Romeo Lucas García               | guatemaltekischer General und Präsident                                                                    | 81    |       |
| 27. Mai | Kenny Poole                               | US-amerikanischer Jazzmusiker                                                                              | 58    |       |
| 27. Mai | Michael Riffaterre                        | US-amerikanischer Romanist und Literaturwissenschaftler französischer Herkunft                             | 81    |       |
| 27. Mai | Hans-Josef Roth                           | deutscher Organist, Chorleiter und Kirchenmusikdirektor                                                    | 71    |       |
| 27. Mai | Alex Toth                                 | US-amerikanischer Comiczeichner                                                                            | 77    |       |
| 27. Mai | Oduvil Unnikrishnan                       | indischer Schauspieler                                                                                     | 62    |       |
| 27. Mai | Bruno Weinhals                            | österreichischer Schriftsteller                                                                            | 52    |       |
| 28. Mai | Gerhard Beier                             | deutscher Manager in Bremen                                                                                | 86    |       |
| 28. Mai | Rupert Blöch                              | österreichischer Sprinter                                                                                  | 76    |       |
| 28. Mai | Avigdor Dagan                             | tschechischer Dichter, Prosaist und Publizist jüdischer Herkunft und israelischer Diplomat und Botschafter | 93    |       |
| 28. Mai | Dezső Legány                              | ungarischer Musikwissenschaftler                                                                           | 90    |       |
| 28. Mai | Umberto Masetti                           | italienischer Motorradrennfahrer                                                                           | 80    |       |
| 28. Mai | Dawa Norbu                                | tibetischer Politologe                                                                                     |       |       |
| 28. Mai | Masumi Okada                              | japanischer Schauspieler                                                                                   | 70    |       |
| 28. Mai | Anna Pröll                                | deutsche Widerstandskämpferin im Dritten Reich                                                             | 89    |       |
| 28. Mai | Bull „Apache“ Ramos                       | US-amerikanischer Wrestler                                                                                 | 67    |       |
| 28. Mai | Thorleif Schjelderup                      | norwegischer Skispringer und Autor                                                                         | 86    |       |
| 28. Mai | Andrzej Skrzydlewski                      | polnischer Ringer                                                                                          | 59    |       |
| 28. Mai | Arthur Widmer                             | US-amerikanischer Spezialeffektpionier                                                                     | 92    |       |
| 29. Mai | Slim Aarons                               | US-amerikanischer Fotograf der sogenannten feinen Gesellschaft                                             | 89    |       |
| 29. Mai | Peter C. Borsari                          | US-amerikanisch-schweizerischer Fotograf                                                                   | 67    |       |
| 29. Mai | Brook Byron                               | US-amerikanische Schauspielerin                                                                            | 92    |       |
| 29. Mai | Günther Karpa                             | deutscher Jazz- und Unterhaltungsmusiker                                                                   | 82    |       |
| 29. Mai | Paul Haeffner                             | deutscher Generalleutnant der Luftwaffe                                                                    | 88    |       |
| 29. Mai | Steve Mizerak                             | US-amerikanischer Poolbillardspieler                                                                       | 61    |       |
| 29. Mai | Omeljan Pritsak                           | ukrainisch-amerikanischer Linguist, Philologe, Orientalist und Historiker                                  | 87    |       |
| 29. Mai | Johnny Servoz-Gavin                       | französischer Rennfahrer                                                                                   | 64    |       |
| 29. Mai | Edwin Zbonek                              | österreichischer Film- und Theaterregisseur                                                                | 78    |       |
| 29. Mai | Klaus Zellhofer                           | österreichischer Journalist und Pressesprecher                                                             | 39    |       |
| 30. Mai | Murat Alyüz                               | türkischer Fußballspieler                                                                                  | 85    |       |
| 30. Mai | Helga Diez                                | deutsche Künstlerin                                                                                        | 76    |       |
| 30. Mai | Bobby Harden                              | US-amerikanischer Countrysänger und Songwriter                                                             | 70    |       |
| 30. Mai | Boštjan Hladnik                           | jugoslawischer bzw. slowenischer Filmregisseur                                                             | 77    |       |
| 30. Mai | Shōhei Imamura                            | japanischer Regisseur                                                                                      | 79    |       |
| 30. Mai | Bill Kovacs                               | US-amerikanischer Computeranimationspionier                                                                | 56    |       |
| 30. Mai | Fredi Lüscher                             | Schweizer Jazzpianist und Publizist                                                                        | 62    |       |
| 30. Mai | Erich Rümmler                             | deutscher Geheimdienstler, Leiter der Arbeitsgruppe des Ministers für Staatssicherheit                     | 76    |       |
| 30. Mai | Robert Sterling                           | US-amerikanischer Schauspieler und Unternehmer                                                             | 88    |       |
| 30. Mai | Metod Trobec                              | jugoslawischer Bauer und Serienmörder                                                                      | 57    |       |
| 30. Mai | Reindert Wepko van de Wint                | niederländischer Maler, Bildhauer und Architekt                                                            | 63    |       |
| 31. Mai | Miguel Berrocal                           | spanischer Bildhauer                                                                                       | 72    |       |
| 31. Mai | Amaury Castanho                           | brasilianischer Bischof                                                                                    | 78    |       |
| 31. Mai | Raymond Davis junior                      | US-amerikanischer Chemiker und Nobelpreisträger                                                            | 91    |       |
| 31. Mai | Bobby Dykes                               | US-amerikanischer Boxer                                                                                    | 77    |       |
| 31. Mai | Lula Mae Hardaway                         | US-amerikanische Songschreiberin                                                                           | 76    |       |
| 31. Mai | Yoram Kaufman                             | US-amerikanischer NASA-Wissenschaftler                                                                     | 58    |       |
| 31. Mai | Karl-Josef von Ketteler                   | deutscher Heimatforscher                                                                                   | 72    |       |
| 31. Mai | Hans Latta                                | deutscher Architekt                                                                                        | 78    |       |
| 31. Mai | Michael O’Shea                            | irischer Bischof von Ingwavuma, Südafrika                                                                  | 75    |       |
| 31. Mai | Zézé                                      | brasilianischer Fußballspieler                                                                             | 63    |       |
| 31. Mai | Athanasius Recheis                        | österreichischer Benediktiner, Abt der Abtei Seckau                                                        | 80    |       |
| 31. Mai | Boris Rösner                              | tschechischer Schauspieler                                                                                 | 55    |       |
| 31. Mai | Gunda Schihan                             | österreichische Keramikerin                                                                                | 85    |       |
| 31. Mai | J. Edwin Seegmiller                       | US-amerikanischer Biochemiker und Genetiker                                                                | 85    |       |
| Mai     | Álvaro Gurgel de Alencar Netto            | brasilianischer Diplomat                                                                                   | 69    |       |
| Mai     | Christian Lindqvist                       | schwedischer Archäologe und Osteologe                                                                      |       |       |
| Mai     | Antonio Morel                             | dominikanischer Merenguemusiker                                                                            | 85    |       |